# 秦剛
秦 剛（しん ごう、簡体字中国語: 秦 刚、拼音: Qín Gāng 、1966年3月19日 - ）は、中華人民共和国の元外交官、報道官。
天津市出身。外交部長（外務大臣）、中華人民共和国駐アメリカ合衆国大使、国務委員、中華人民共和国外交部副部長（外務副大臣）、外交部新聞司長（報道局長）、中国共産党中央委員会委員などを歴任。戦狼外交の先駆的存在としても知られる。

## 来歴
1966年3月、天津市で生まれる。
1984年、国際関係学院に入学した。1988年に同大学を卒業後、同年、北京外交人員服務局に入局。1992年に中華人民共和国外交部（外務省）へ移った。以後、西欧司アタッシェ、三等書記官、駐英国大使館三等書記官、二等書記官、西欧司二等書記官、副処長、処長、駐英国大使館参事官を歴任した。
2005年1月、章啓月の後任として、外交部新聞司副司長兼報道官に任命された。
2010年9月、在英国中華人民共和国大使館公使に就任。
2011年、外交部新聞司司長兼報道官に就任。
2015年1月2日、外交部礼賓司司長に転任。
2017年4月には外交部部長助理を兼務する。
2018年9月、外交部副部長に昇格。
2021年7月28日、中華人民共和国駐アメリカ大使に任命。
2022年12月30日、第13期全国人民代表大会常務委員会の決定により、外交部長（外務大臣）への就任が明らかにされた。
2023年3月、全国人民代表大会で国務委員に選出された。
2023年6月19日、アメリカのアントニー・ブリンケン国務長官が訪中。秦剛はブリンケンを相手に長時間の会談を行った。緊張する二国間で、ハイレベルなコミュニケーションを再開する機会であったが、秦剛はブリンケンを徹底的に冷遇。翌6月20日、ジョー・バイデン大統領が国内向けのスピーチの中で習近平総書記（国家主席）を独裁者と呼んだことから、会談が初日から大失敗に終わり、後述する失脚の一因になったとする観測もなされた。
2023年6月25日に北京でロシア高官らと会談して以降3週間以上も動静が途絶え、7月中旬にインドネシアで開催されたASEAN関連会合も体調不良を理由に欠席し同会議には外交トップの王毅政治局員が代理で出席した。外務省の報道官は同月11日の定例記者会見で秦剛外相が出席しないことについて「身体的理由」とだけ明らかにしたが、その発表を公式サイトに掲載せず国内の主要メディアも一切報じていない。姿を見せないことについて、中国国内のネット上でも様々な憶測が広がっている。香港の報道機関は新型コロナウイルス感染症の可能性を指摘していたが、7月15日には台湾の報道機関が香港のフェニックステレビ（鳳凰衛視）の女性ジャーナリストとの関係が動静が途絶えた原因だと報じた。17日の外交部記者会見で中国の毛寧報道官はこの報道について、「提供できる情報はない」「状況を把握していない」とコメントするにとどめた。なお、これによりイギリスのクレバリー外相が予定されていた訪中を延期するなどの影響が出ている。
2023年7月25日、全人代常務委員会で解任が決定、後任には外交トップで前外交部長の王毅共産党政治局員が充てられた。同日中に、外務省の公式サイトから全ての情報が削除された。
2023年9月19日には秦剛が駐米大使時代に既に不倫を行っており、アメリカで婚外子が生まれていたことが中国上層部の調査で発覚し、外交部長更迭の原因になったほか、アメリカ生まれの子供の存在が対米交渉、ひいては国家安全保障へ影響を与えた可能性について中国当局による調査が行われていると米紙ウォール・ストリート・ジャーナルが報じた。中国の利益を代表する能力を損ねたとみなされ失脚につながった可能性を指摘している。10月24日には国務委員からも解任された。2024年2月27日には、秦剛が全人代代表を辞任したと全人代常務委員会が発表した。同年7月18日に閉幕した第20期中央委員会第3回総会では党中央委員職についても解いた。
2024年9月8日、秦が外交部傘下の世界知識出版社に配属されたと米紙ワシントン・ポストが報じた。同紙はアメリカ合衆国の元高官による証言として、秦について「出版社では名目上、下級の仕事を割り当てられている」「外交官としてのキャリアは終わった」と伝えているが、業務の詳細や配属の経緯などには触れていない。また外交部の毛寧報道官は、こうした状況を把握していないとして肯定も否定もしていない。ただし香港紙の明報は9月10日、世界知識出版社に務めているのは同姓同名の別人であり、ワシントン・ポストの報道は誤報であるという北京の消息筋の話を報じているほか、星島日報は秦剛が公式に否定的評価を受けたわけではないことを理由に、低い職位に降格された可能性はないと分析している。